# Messier 87
Messier 87 (také M87, NGC 4486 nebo Virgo A) je jasná masivní eliptická galaxie v souhvězdí Panny. Patří mezi nejhmotnější galaxie v širším okolí Mléčné dráhy a je ústředním členem Kupy galaxií v Panně. Je známá zejména díky velmi vysokému počtu kulových hvězdokup – obsahuje jich přibližně 12 000, kdežto Mléčná dráha asi 200
– a také díky výtrysku plazmatu, který vychází z jejího středu a šíří se téměř rychlostí světla
až do vzdálenosti přinejmenším 1 500 parseků (4 900 světelných let) od něj. Uprostřed galaxie se nachází obří černá díra, která je hlavní složkou aktivního galaktického jádra. Galaxie patří mezi nejjasnější zdroje rádiových vln na obloze a silně září i v dalších oblastech elektromagnetického spektra. Je oblíbeným předmětem pozorování amatérských i profesionálních astronomů.
Francouzský astronom Charles Messier tuto galaxii objevil 18. března 1781 a jako mlhavý objekt ji zapsal do svého katalogu, který měl hledače komet upozornit na objekty jiné než kometární podstaty. M87 je od Země vzdálená kolem 54 milionů světelných let
a v oblasti viditelného světla je to po galaxii Messier 49 druhá nejjasnější galaxie v souhvězdí Panny. V těsné blízkosti galaxie se nachází několik jejích satelitních galaxií. Na rozdíl od plochých spirálních galaxií, které mohou mít výrazné prachové pásy, má M87 jednotvárný eliptický tvar, který je příznačný pro většinu obřích eliptických galaxií a jehož jas klesá s rostoucí vzdáleností od jádra, protože roste i vzdálenost mezi hvězdami. Hvězdy jsou v této galaxii rozloženy podle kulové souměrnosti a tvoří asi šestinu její celkové hmotnosti. Okrajové části galaxie dosahují vzdálenosti až 150 kiloparseků (490 tisíc světelných let) od jádra a v této vzdálenosti náhle končí, pravděpodobně působením jiné nedaleké galaxie. Její mezihvězdné prostředí obsahuje rozptýlený plyn obohacený prvky, které pocházejí z hvězd v pozdních fázích vývoje.

## Historie pozorování

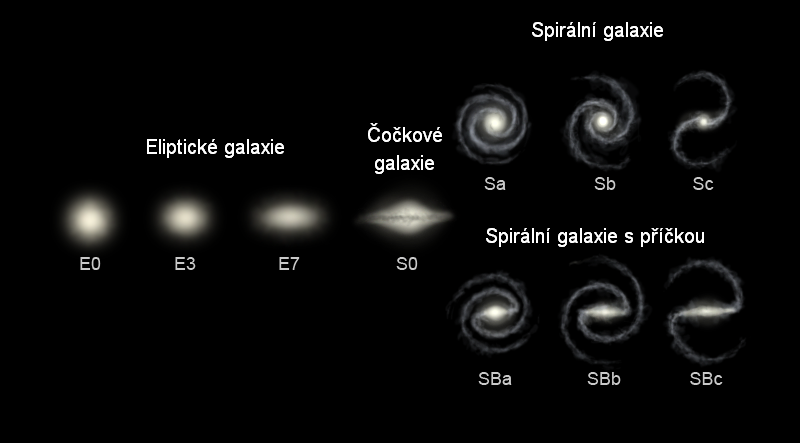
V Hubbleově klasifikaci galaxií patří M87 mezi eliptické galaxie typu E0

V roce 1781 vydal francouzský astronom Charles Messier katalog 103 objektů s mlhavým vzhledem a chtěl tak upozornit na objekty, které by se daly zaměnit s kometami. Při pozdějším používání se před každou položku tohoto katalogu psalo písmeno „M“, takže M87 značí 87. položku tohoto katalogu.
V roce 1888 byl pak tento objekt přidán pod označením NGC 4486 do katalogu mlhovin a hvězdokup nazvaného New General Catalogue, který sestavil dánsko-irský astronom John Dreyer převážně na základě pozorování anglického astronoma Johna Herschela.
Je nutno poznamenat, že v 19. století ještě nebyla známa pravá podstata různých druhů mlhovin, takže mlhovinami byly nazývány i galaxie. Plynnou povahu skutečných mlhovin objevil až William Huggins po roce 1860.
Spirální strukturu pozoroval jako první William Parsons u Vírové galaxie v roce 1845,
ale obrovskou vzdálenost galaxií odhalil až Edwin Hubble po roce 1920.
Americký astronom Heber Curtis pracující na Lickově observatoři v roce 1918 při zkoumání snímků M87 poznamenal, že postrádá spirální strukturu a že v ní pozoroval „nezvyklý přímý paprsek … zřejmě spojený s jádrem tenkým proužkem hmoty.“ Paprsek se zdál být nejjasnější blízko středu galaxie.
V následujícím roce se v této galaxii ukázala supernova, ale nebyla pozorována přímo, až v roce 1922 ji na fotografických snímcích z roku 1919 zpětně dohledal sovětský astronom Innokentij Balanovskij. Supernova dosáhla magnitudy 11,5.

### Zařazení mezi galaxie
Americký astronom Edwin Hubble tuto galaxii v roce 1922 zařadil spolu se spirálními mlhovinami mezi mimogalaktické mlhoviny a protože M87 nemá spirální strukturu, uvedl ji jako příklad jasné kulové mlhoviny.
V roce 1926 sestavil nový způsob třídění mlhovin a rozlišil v něm mlhoviny patřící do Mléčné dráhy a nezávislé hvězdné ostrovy, které leží za hranicemi Mléčné dráhy. M87 zařadil mezi eliptické mimogalaktické mlhoviny bez zjevného protažení (třída E0).
V roce 1931 ji Hubble zařadil mezi členy Kupy galaxií v Panně a jako předběžný odhad její vzdálenosti uvedl 1,8 milionu parseků (5,9 milionu světelných let).
V té době to byla jediná eliptická galaxie, v níž byly rozeznány jednotlivé objekty. Ty byly považovány za hvězdy, ale byly to kulové hvězdokupy, proto se odhadnutá vzdálenost galaxie řádově lišila od správné hodnoty. Jednotlivé hvězdy totiž nebyly vidět ani na ostrém snímku, který v roce 1998 pořídil Hubbleův vesmírný dalekohled.
Ve svém díle The Realm of the Nebulae vydaném v roce 1936 chtěl Hubble opravit a ustálit tehdejší názvosloví. Někteří astronomové totiž označovali mimogalaktické mlhoviny jako vnější (externí) galaxie, protože to jsou hvězdné systémy ležící ve velké vzdálenosti od Mléčné dráhy, zatímco jiní dávali přednost obvyklému názvu mimogalaktické mlhoviny, protože galaxie byl název vyhrazený pro Mléčnou dráhu.
M87 však byla označována za mimogalaktickou mlhovinu přinejmenším ještě v roce 1954.

### Moderní výzkum

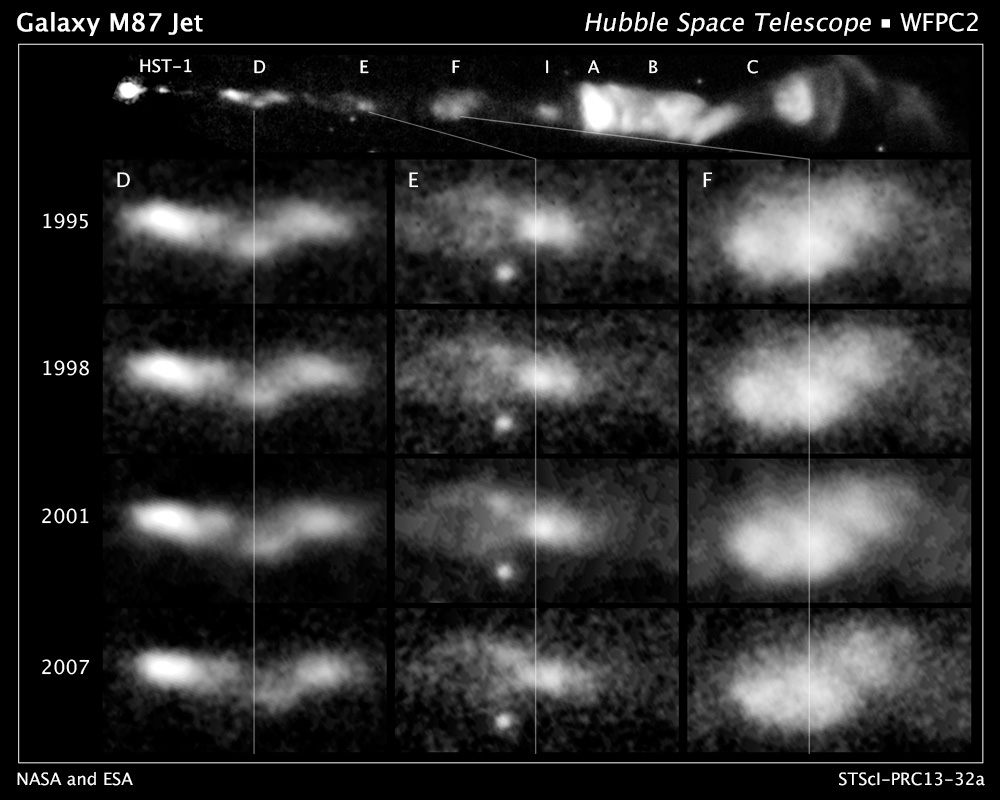
Pohyblivý výtrysk plazmatu na snímku z Hubbleova vesmírného dalekohledu

V roce 1947 bylo zjištěno, že se na souřadnicích galaxie M87 nachází výrazný zdroj rádiových vln, který byl označen Virgo A.
V roce 1953 bylo potvrzeno, že se tento zdroj nachází uvnitř M87 a bylo naznačeno, že by tímto zdrojem mohl být pozorovaný výtrysk plazmatu vycházející z jádra galaxie. Výtrysk opouští jádro v pozičním úhlu 260°, na délku má úhlovou velikost 20″ a na šířku 2″. Kvůli pozorovanému výtrysku ji v roce 1966 Halton Arp zapsal do svého katalogu zvláštních galaxií (Atlas of Peculiar Galaxies) pod číslem 152. V letech 1969–1970 bylo zjištěno, že výrazná část rádiových vln vychází z oblastí ležících podél výtrysku pozorovaného ve viditelném světle.
Výzkumný ústav Námořnictva Spojených států amerických v roce 1966 vypustil raketu Aerobee 150, která v souhvězdí Panny objevila první bodový zdroj rentgenového záření později označovaný jako Virgo X-1.
Při dalším vypuštění rakety z raketové střelnice White Sands Missile Range, které proběhlo 7. července 1967, bylo potvrzeno, že se rentgenový zdroj Virgo X-1 shoduje s umístěním galaxie M87.
Následná rentgenová pozorování prováděná pomocí družice High Energy Astronomy Observatory 1 a Einsteinovy rentgenové observatoře ukázala složitý zdroj záření zahrnující aktivní galaktické jádro galaxie M87.
Ovšem rentgenové záření jádra není výrazně silnější než záření okolních oblastí.
M87 se stala důležitým základem pro ověřování postupů odhadujících hmotnost ústředních obřích černých děr v galaxiích. V roce 1978 byl pomocí modelování pohybu hvězd a rozložení hmoty v M87 získán důkaz o její ústřední hmotnosti 5 miliard hmotností Slunce.
Po korekci aberace Hubbleova vesmírného dalekohledu v roce 1993 byla pomocí spektrografu slabých objektů (Faint Object Spectrograph) změřena úhlová rychlost ionizovaného plynu v akrečním disku uprostřed M87, aby se tak kontrolním pozorováním ověřil stav vědeckých přístrojů po opravě. Naměřené hodnoty určily hmotnost ústřední černé díry na 2,4 miliard slunečních hmotností s nejistotou 30 %,
ale novější měření z roku 2016 poskytuje ještě vyšší hodnotu, až (7,22 ± 0,4)×109 {\displaystyle M_{\odot }}.

## Viditelnost

Mapa souhvězdí Panny s polohou M 87 a dalších členů Kupy v Panně

M87 se na obloze nachází blízko severní hranice souhvězdí Panny se souhvězdím Vlasů Bereniky. Leží zhruba v polovině spojnice hvězd Vindemiatrix (ε Virginis) a Denebola (β Leonis). Při svojí magnitudě 8,6 je galaxie viditelná i malými dalekohledy o průměru objektivu 60 mm. Na obloze zabírá plochu s úhlovou velikostí 8,3′×6,6′ a její jasné jádro má velikost 45″.
Západním směrem z jejího jádra vychází viditelný výtrysk hmoty,
ale bez použití astrofotografie je pozorování výtrysku pouhýma očima těžkým úkolem.
Před rokem 1991 byl znám pouze jediný člověk, který výtrysk pozoroval očima: byl to americký astronom Otto Struve, který jej pozoroval pomocí Hookerova dalekohledu na observatoři Mount Wilson.
Poté již byl za výjimečně dobrých podmínek pozorován i pomocí velkých amatérských dalekohledů.
Nejvýraznější část výtrysku dosahuje do vzdálenosti zhruba 20″ od jádra.

## Vlastnosti

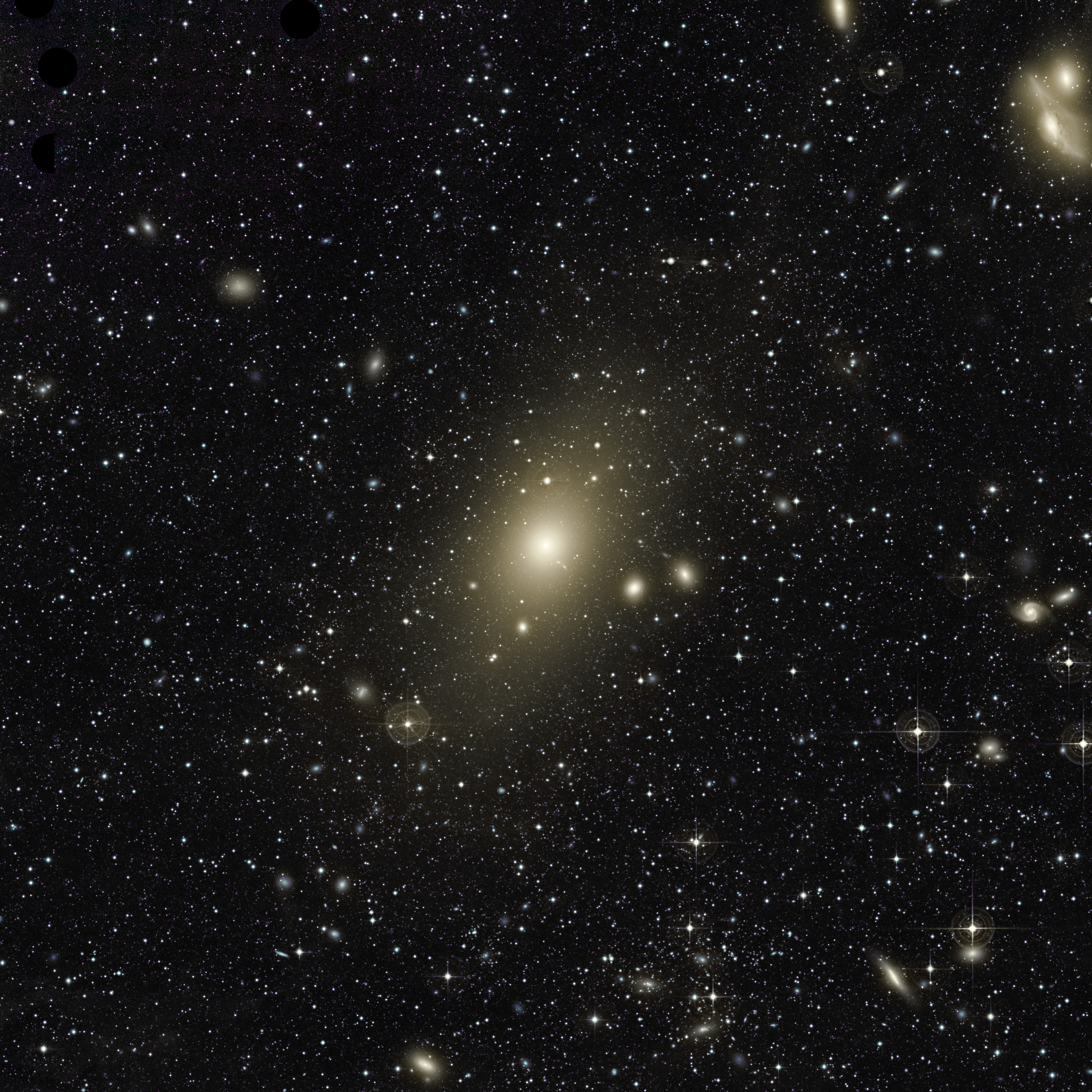
Rozsáhlé halo kolem M87

V upravené Hubbleově klasifikaci galaxií (de Vaucouleursově klasifikaci, podle francouzského astronoma Gérarda de Vaucouleurse) je M87 zařazena jako typ E0p. „E0“ znamená eliptickou galaxii bez viditelného protažení, protože má kulatý tvar,
a přípona „p“ značí pekuliární galaxii, která se nějakým způsobem vymyká základnímu třídění. V tomto případě je to zvláštní přítomnost výtrysku plazmatu, který vychází z jádra galaxie.
Podle Yerkeské klasifikace galaxií je M87 zatříděna jako obří galaxie typu cD.
Galaxie typu D mají v této klasifikaci eliptické jádro obklopené rozsáhlou bezprašnou rozptýlenou obálkou. Galaxie typu D s obřími rozměry se pak značí cD.
Vzdálenost M87 byla odhadnuta několika nezávislými způsoby, mezi kterými jsou měření jasnosti planetárních mlhovin, porovnání s blízkými galaxiemi, jejichž vzdálenost byla odhadnuta pomocí standardních svíček, jako jsou například cefeidy, rozložení kulových hvězdokup podle jejich lineární velikosti (z nich vychází vzdálenost na 16,4 ± 2,3 megaparseků, tedy 53,5 ± 7,5 milionů světelných let)
a metoda špičky větve červených obrů, která využívá svítivost jednotlivých rozlišených červených obrů a která poskytla vzdálenost 16,7 ± 0,9 megaparseků (54,5 ± 2,94 milionů světelných let). Výsledky těchto různých způsobů se navzájem shodují a odhad vzdálenosti pomocí váženého průměru jejich výsledků vychází na 16,4 ± 0,5 megaparseků (53,5 ± 1,63 milionů světelných let).
| Poloměr kpc | Hmotnost ×1012{\displaystyle M_{\odot }} |
| 32          | 2,4                                      |
| 44          | 3,0                                      |
| 47          | 5,7                                      |
| 50          | 6,0                                      |

M87 patří mezi nejhmotnější galaxie v místní části vesmíru (oblast několika set milionů světelných let).
Její průměr je 120 000 světelných let, tedy podobný jako u Mléčné dráhy, ale M87 je sféroid, nikoli pouze plochá spirální galaxie. Její hmotnost v oblasti o poloměru (r) 9 až 40 kpc (29 až 130 tisíc světelných let) od jádra postupně roste přímo úměrně faktoru r1,7. V oblasti o poloměru 32 kpc (100 tisíc světelných let) je její hmotnost (2,4 ± 0,6)×1012 hmotností Slunce, což je dvojnásobek hmotnosti Mléčné dráhy.
Pouze část této hmotnosti je zastoupena hvězdami. M87 má odhadovaný poměr hmoty ke svítivosti 6,3 ± 0,8 a tedy pouze jedna šestina její hmotnosti je tvořena hvězdami, které vyzařují energii.
Celková hmotnost M87 může být 200krát větší než hmotnost Mléčné dráhy.

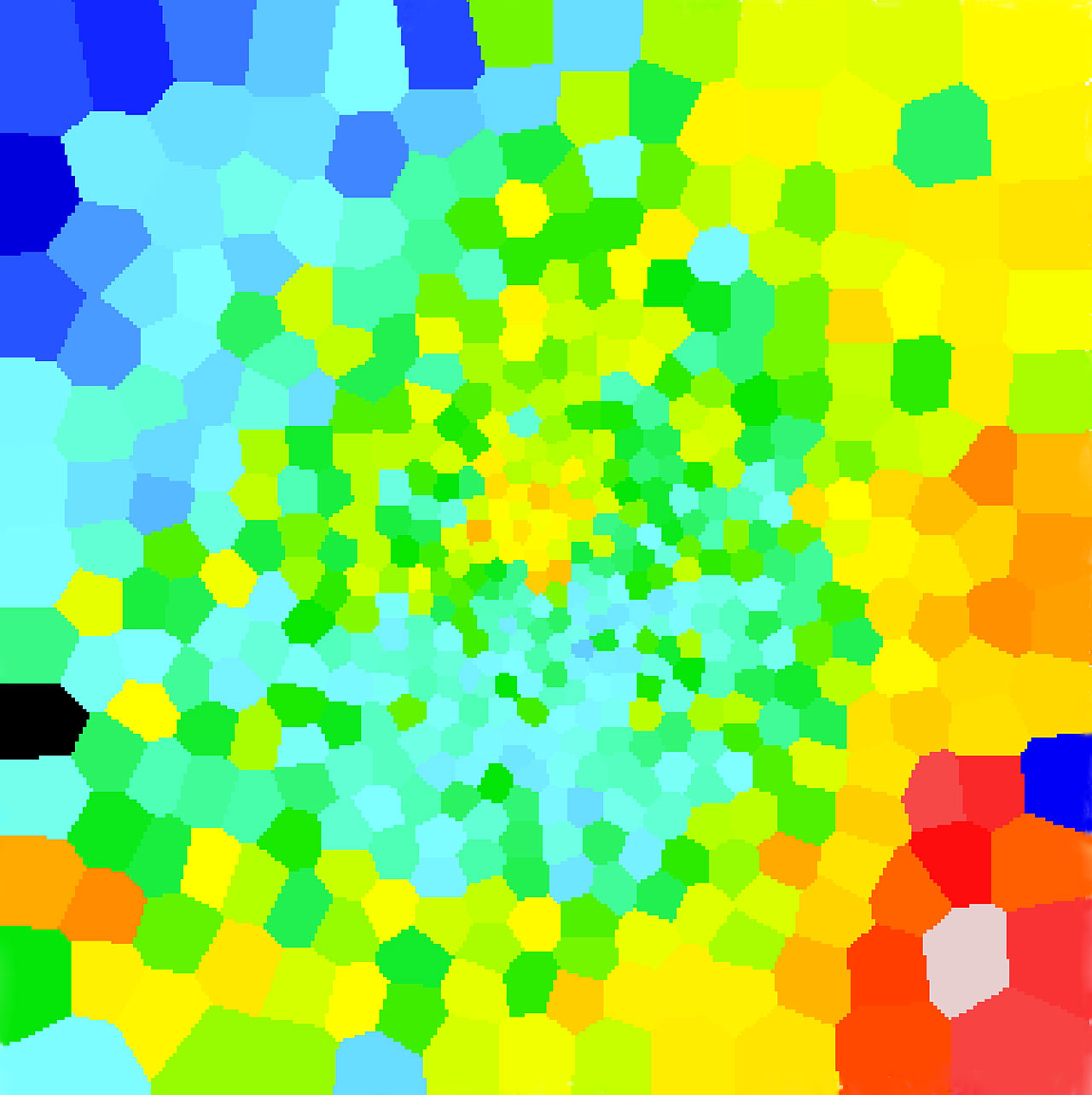
Mapa radiální rychlosti hvězd ve střední části M87. Modré oblasti ukazují pohyb směrem k Zemi, červené pohyb směrem od Země a zelené se žlutými znamenají malou radiální rychlost.

Galaxie pohlcuje okolní plyn z galaktické kupy rychlostí dvou až tří hmotností Slunce za rok a většina tohoto plynu se nabaluje na oblast jádra.
Okrajové oblasti hvězdné obálky této galaxie sahají až do vzdálenosti kolem 150 kpc (490 000 světelných let) od jádra,
tedy mnohem dále než u Mléčné dráhy, kde je to asi 100 kpc (330 000 světelných let).
Za touto vzdáleností obálka M87 náhle končí a příčinou takto vzniklé hrany může být předchozí setkání s jinou galaxií.
Severozápadně od galaxie byly objeveny dlouhé proudy hvězd, které mohly vzniknout slapovým působením galaxií obíhajících kolem M87 nebo pohlcením malé satelitní galaxie.
Kromě toho je v severovýchodní vnější části galaxie přítomno vlákno horkého ionizovaného plynu, což může být pozůstatek malé na plyn bohaté galaxie, kterou M87 roztrhala a která může být zdrojem hmoty pro její aktivní jádro.
Odhaduje se, že kolem M87 obíhá alespoň 50 satelitních galaxií, mezi které patří například NGC 4486B a NGC 4478.
Ve spektru záření z oblasti jádra M87 se dají vysledovat spektrální čáry různých atomů a iontů, například neutrálního vodíku (HI ve spektroskopickém zápisu), jednou ionizovaného vodíku (HII), helia (HeI), kyslíku (OI, OII, OIII), dusíku (NI), hořčíku (MgII) a síry (SII). Čáry neutrálních nebo slabě ionizovaných atomů (jako je neutrální atomový kyslík OI) jsou výraznější než čáry silně ionizovaných atomů (např. dvojitě ionizovaného kyslíku OIII). Galaktická jádra s takovými vlastnostmi spektra se nazývají LINER (low-ionization nuclear emission-line region).
O jejich podstatu a zdroj převážně slabě ionizovaných iontů se vedou spory. Možnými příčinami jsou rázové vlny, které budí částice ve vnějších částech disku nebo fotoionizace vnitřní oblasti poháněná výtryskem plazmatu.
Eliptické galaxie, jakou je M87, se považují za výsledek jednoho nebo více sloučení původně malých galaxií.
V porovnání se spirálními galaxiemi obecně obsahují poměrně malé množství chladného mezihvězdného plynu, nacházejí se v nich převážně staré hvězdy a tvorba nových hvězd je buď slabá nebo žádná. Eliptický tvar této galaxie je výsledkem pohybu jejích hvězd po náhodných oběžných drahách, zatímco ve spirálních galaxiích podobných Mléčné dráze jde převážně o uspořádaný rotační pohyb.
Pomocí dalekohledu Very Large Telescope byl zkoumán pohyb přibližně 300 planetárních mlhovin a na základě toho astronomové určili, že M87 během poslední miliardy let pohltila středně velkou hvězdotvornou spirální galaxii. Díky tomu má M87 také určité zastoupení mladších modrých hvězd. Výrazné spektrální vlastnosti planetárních mlhovin umožnily astronomům objevit klikatou strukturu v obálce M87, která je důsledkem nedokončeného smíchání pohlcené galaxie ve fázovém prostoru.

## Části galaxie

### Obří černá díra

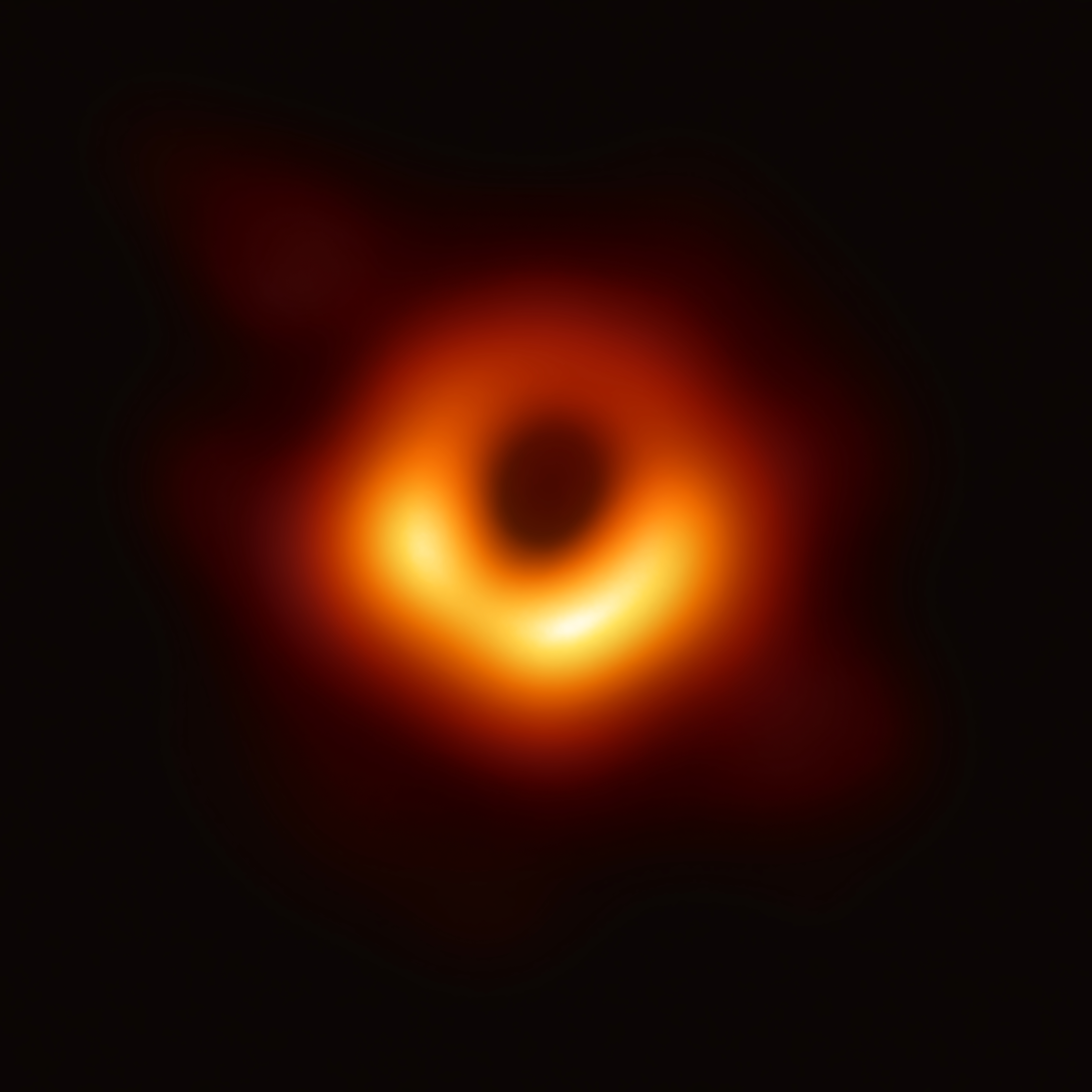
První snímek černé díry M87 pořízený projektem Event Horizon Telescope

Uprostřed galaxie se nachází obří černá díra, která má hmotnost několika miliard hmotností Slunce: odhady se pohybují v rozsahu (3,4 ± 0,8)×109 {\displaystyle M_{\odot }}
až (6,6 ± 0,4)×109 {\displaystyle M_{\odot }}.
Novější odhad z roku 2016 hovoří dokonce o (7,22 ± 0,4)×109 {\displaystyle M_{\odot }}. S touto hmotností se řadí mezi nejhmotnější známé černé díry. Je obklopena rotujícím diskem z ionizovaného plynu a přibližně kolmo z jeho roviny vychází polární výtrysk. Hmota v disku rotuje rychlostí až 1 000 km/s
a samotný disk má vnější průměr 0,12 parseků (0,39 světelného roku).
Odhadovaná rychlost nabalování plynu na oblast jádra je jedna hmotnost Slunce za každých 10 let (přibližně 90 hmotností Země za den).
Některá pozorování naznačují, že by černá díra mohla být od středu galaxie vychýlená o zhruba 7 parseků (23 světelných let).
Vychýlení směřuje na opačnou stranu než výtrysk, což může znamenat, že černá díra byla výtryskem urychlena. Další možností je, že posunutí vzniklo během sloučení dvou obřích černých děr.
Následný výzkum v roce 2011 však nenašel žádné statisticky významné vychýlení.
Tato černá díra byla první černou dírou, kterou se podařilo přímo zobrazit a to na základě dat pořízených Event Horizon Telescope. Obraz byl představen na tiskových konferencích 10. dubna 2019.

### Mezihvězdné prostředí
Prostor mezi hvězdami v galaxii M87 je vyplněn rozptýleným plynem mezihvězdného prostředí, které bylo obohaceno chemickými prvky uniklými z hvězd, které dokončily svůj život na hlavní posloupnosti. Uhlík a dusík jsou průběžně dodávány hvězdami střední hmotnosti nacházejícími se v období asymptotické větve obrů.
Těžší prvky od kyslíku po železo jsou převážně dodávány během výbuchů supernov uvnitř galaxie.
| Prvek | Zastoupení (poměrně ke Slunci) |
| C     | 0,63 ± 0,16                    |
| N     | 1,64 ± 0,24                    |
| O     | 0,58 ± 0,03                    |
| Ne    | 1,41 ± 0,12                    |
| Mg    | 0,67 ± 0,05                    |
| Fe    | 0,95 ± 0,03                    |

Přibližně 60 % z těžkých prvků pochází ze supernov se zhrouceným jádrem a ostatní pochází ze supernov typu Ia. Kyslík je v galaxii rozdělen téměř rovnoměrně a jeho koncentrace je přibližně poloviční proti koncentraci kyslíku ve Slunci, zatímco koncentrace železa je největší uprostřed galaxie, kde dosahuje hodnot srovnatelných s koncentrací ve Slunci.
Kyslík pochází převážně ze supernov se zhrouceným jádrem, které se vyskytují v raných obdobích galaxií a nejvíce ve vnějších hvězdotvorných oblastech. Výše popsané rozložení těžkých prvků tedy vypovídá o tom, že mezihvězdné prostředí bylo nejdříve obohaceno supernovami se zhrouceným jádrem a průběžně během celé historie do něj přispívaly supernovy typu Ia. Ve srovnání s Mléčnou dráhou se však tyto zdroje celkově podílely na dodávce těžkých prvků v mnohem menší míře.
Zkoumání M87 v oblasti vzdáleného infračerveného záření ukázalo přebytek záření na vlnových délkách od 24 μm přinejmenším do 160 μm. Za normálních podmínek by to bylo známkou tepelného záření horkého prachu.
V případě M87 však toto záření může být zcela vysvětleno pomocí synchrotronového záření z výtrysku částic, protože kvůli rentgenovému záření galaktického jádra se předpokládá, že se křemičitanová prachová zrnka za řádově 100 milionů let
působením rentgenového záření buď rozpadnou, nebo jsou vyhnána ven z galaxie.
Celková hmotnost prachu v M87 není větší než 70 000 hmotností Slunce. Naproti tomu je hmotnost prachu v Mléčné dráze kolem stovky milionů (108) hmotností Slunce.
Přestože je M87 eliptickou galaxií a postrádá tedy prachové pásy běžné ve spirálních galaxiích, byla v ní pozorována vlákna, která vznikají při pohlcování prachu galaktickým jádrem. Tato vlákna jsou pravděpodobně také zdrojem záření vznikajícím při vybuzení vláken plynu rázovými vlnami, když se plyn setká s rentgenovým zářením vycházejícím z oblasti jádra.
Tato vlákna mají odhadovanou hmotnost kolem 10 000 hmotností Slunce. Galaxii také obklopuje rozsáhlá koróna tvořená horkým plynem s nízkou hustotou.

### Kulové hvězdokupy

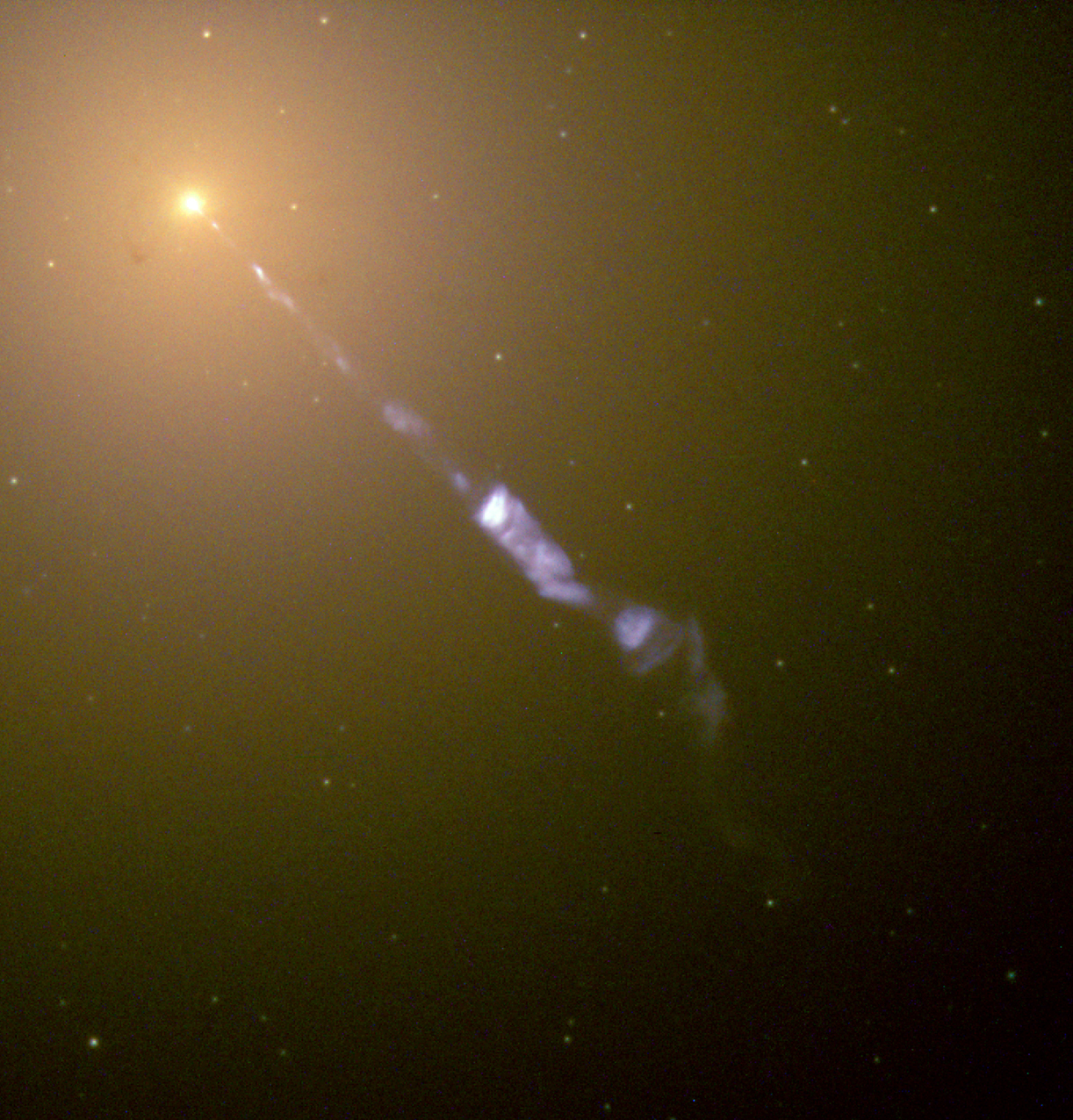
Snímek z Hubbleova vesmírného dalekohledu ukazující výtrysk hmoty vyvržené z jádra M87 téměř rychlostí světla, který sahá do vzdálenosti 1,5 kpc (5 000 světelných let) od jádra. Bílé tečky na snímku nejsou hvězdy, ale kulové hvězdokupy.

M87 má mimořádně velký počet kulových hvězdokup. Přehlídka z roku 2006 provedená do úhlové vzdálenosti 25′ od jádra odhadla, že kolem něj obíhá 12 000 ± 800 kulových hvězdokup,
zatímco Mléčná dráha jich má pouze 150 až 200. Rozdělení velikostí jednotlivých hvězdokup je podobné jako v Mléčné dráze: většina jich má účinný poloměr (vyzařuje polovinu celkového světla hvězdokupy) od 1 do 6 parseků. Rozměr hvězdokup se v M87 zvětšuje s rostoucí vzdáleností od jádra.
Ve vnitřní oblasti o poloměru 4 kpc (13 světelných let) od jádra mají hvězdokupy metalicitu (poměrné zastoupení jiných prvků než vodík a helium) přibližně poloviční proti metalicitě Slunce.
V ještě větších vzdálenostech od jádra metalicita postupně klesá s rostoucí vzdáleností hvězdokupy od jádra. Hvězdokupy s nízkou metalicitou přitom mají poněkud větší rozměr než hvězdokupy s vyšší metalicitou. V roce 2014 bylo objeveno, že z M87 velkou rychlostí 2 300 km/s uniká kulová hvězdokupa, která dostala označení HVGC-1. Únik hvězdokupy s takovou vysokou rychlostí může být výsledkem těsného přiblížení ke dvojité obří černé díře, která ji poté gravitačním prakem výrazně urychlila.
Pokud je toto vysvětlení správné, mohla by mít M87 v jádru dvojici obřích černých děr jako výsledek prastarého sloučení dvou galaxií, ze kterých vznikla jediná obří galaxie.
V galaxii M87 byla objevena téměř stovka ultra pevných trpaslíků (ultra-compact dwarfs). Vzhledem připomínají kulové hvězdokupy, ale mají efektivní poloměr 10 parseků (33 světelných let) nebo více, což výrazně přesahuje hranici 3 parseků (10 světelných let) u běžných kulových hvězdokup. Není jisté, zda jsou to původně trpasličí galaxie zachycené působením M87, nebo nová třída hmotných kulových hvězdokup.

## Výtrysk

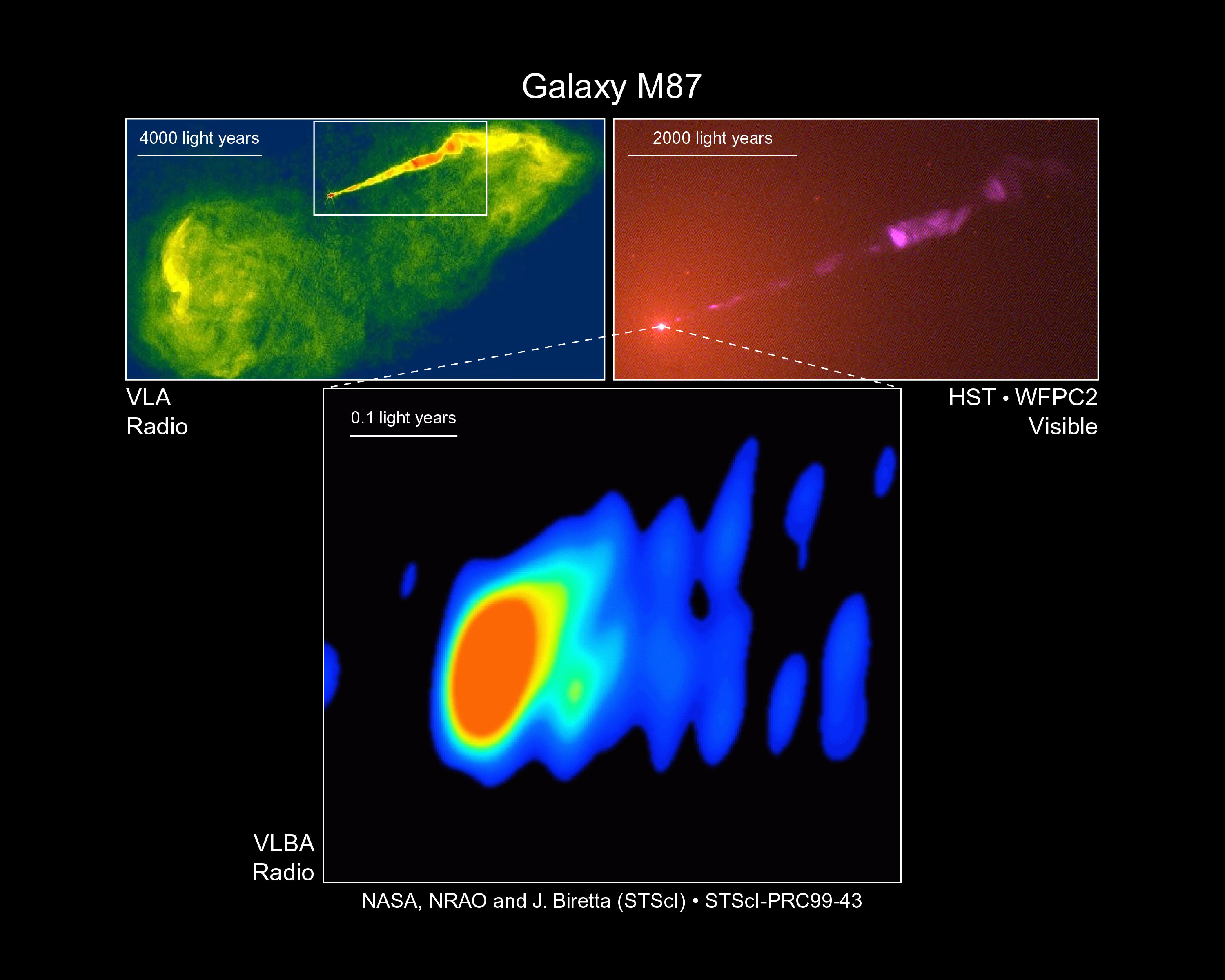
Rádiový snímek M87 ukazuje silné rádiové záření jejího jádra

Výtrysk plazmatu, který vychází z jádra galaxie, sahá do vzdálenosti přinejmenším 1,5 kpc (5 000 světelných let) od jádra a je tvořen hmotou vyvrženou z okolí obří černé díry. Výtrysk je úzce soustředěný a ve vzdálenosti 0,8 pc (2,6 světelných let) od jádra je zdánlivě ohraničen úhlem 60°, ve vzdálenosti 2 pc (6,5 světelných let) je to 16° a ve vzdálenosti 12 pc (39 světelných let) je ohraničen úhlem 6 až 7°.
Základna výtrysku má průměr 5,5 ± 0,4 Schwarzschildových poloměrů a výtrysk je pravděpodobně poháněn akrečním diskem s prográdní dráhou kolem rotující obří černé díry. Astronom Walter Baade objevil, že světlo vysílané výtryskem je lineárně polarizované, což naznačuje jeho vznik při pohybu elektronů v magnetickém poli, když jsou urychleny blízko k rychlosti světla. Celková energie těchto elektronů se odhaduje na 5,1×1056 erg
(tedy 5,1×1049 Joulů nebo 3,2×1068 eV). To je přibližně 1013krát větší množství energie, než jaké vydává každou sekundu Mléčná dráha, u níž se tato energie odhaduje na 5×1036 Joulů.
Výtrysk je také obklopen pomalejšími částicemi, které se pohybují mnohem menší než světelnou rychlostí. Později se také objevily důkazy o druhém výtrysku, který míří na opačnou stranu, ale ten není ze Země přímo viditelný, protože většinu energie vysílá směrem od Země.
Výtrysk vykonává precesi, díky které má tok jeho hmoty tvar šroubovice až do vzdálenosti 1,6 parseků (5,2 světelných let). Laloky obsahující vyvrženou hmotu dosahují vzdálenosti až 80 kpc (260 000 světelných let).
Na snímcích pořízených v roce 1999 Hubbleovým vesmírným dalekohledem byl ve výtrysku naměřen pohyb rychlostí čtyř až šestinásobku rychlosti světla. Tento jev, nazývaný nadsvětelná rychlost, je pouze klam způsobený pohybem výtrysku téměř rychlostí světla (v případě M87 je to více než 98 % rychlosti světla).
Časová prodleva mezi dvěma světelnými impulsy vyslanými výtryskem je z pohledu pozorovatele menší než skutečná prodleva, což je důsledek pohybu výtrysku téměř rychlostí světla směrem k pozorovateli. Ve výsledku pozorovatel vnímá takový pohyb, jako by byl rychlejší než světlo. Vysledování tohoto pohybu bylo použito k podpoře teorie, že kvasary, objekty BL Lacertae a rádiové galaxie mohou být různými podobami stejného jevu, který se nazývá aktivní galaktické jádro, pokud je na něj nahlíženo z různých směrů.
Nabízí se tak myšlenka, že M87 je objekt BL Lacertae (s málo jasným jádrem v porovnání s jasností celé galaxie), který je pozorován pod poměrně velkým úhlem. Změny světelného toku, které jsou příznačné pro objekty BL Lacertae, byly v M87 také pozorovány.
Pozorování ukazují, že obří černá díra zásobuje výtrysk hmotou v proměnné míře. Těmito změnami vznikají tlakové vlny v horkém plynu, který galaxii obklopuje. Rentgenová observatoř Chandra v plynu objevila smyčky a prstence. Jejich rozložení naznačuje, že menší výbuchy nastávají každých několik milionů let. Jeden z prstenců, který byl způsoben větším výbuchem, vytvořil kolem černé díry rázovou vlnu o průměru 26 kpc (85 000 světelných let). Dalšími pozorovanými útvary jsou úzká vlákna vyzařující rentgenové záření, která mají délku až 31 kpc (100 000 světelných let), a velká dutina v horkém plynu, kterou vytvořil větší výbuch před 70 miliony let. Pravidelné výbuchy zabraňují tomu, aby obrovská zásoba plynu vychladla a začala tvořit hvězdy, a tímto způsobem výrazně ovlivnily vývoj galaxie, protože zabránily jejímu přetvoření ve velkou spirální galaxii. Tato pozorování také naznačují, že proměnné výbuchy vytváří v mezihvězdném prostředí zvukové vlny, které zní o 56 až 59 oktáv níž než C1.

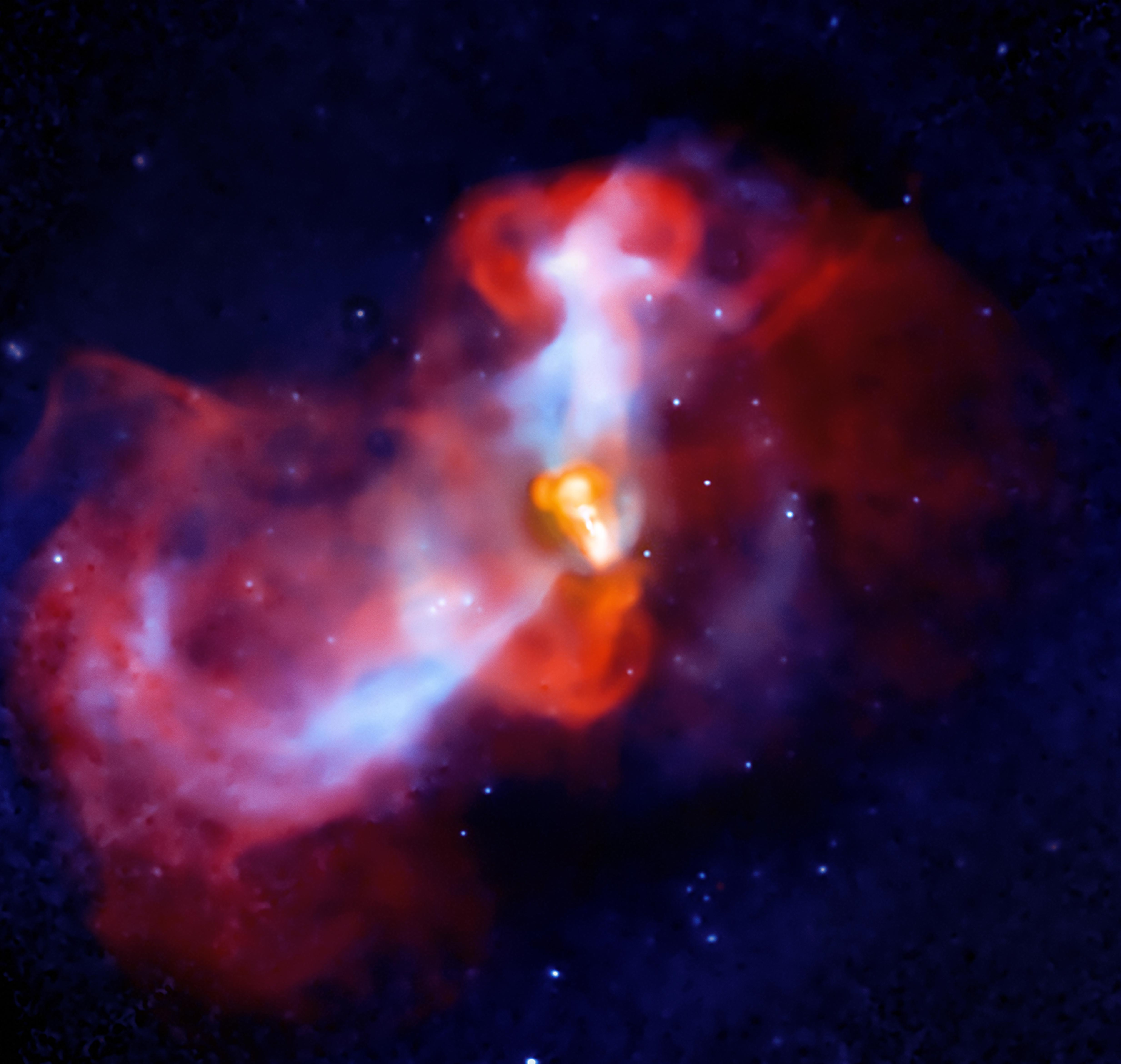
Složený rentgenový (Chandra, modrá barva) a rádiový (VLA, červená barva) snímek horké hmoty, která z kupy galaxie v Panně padá směrem k jádru M87 a zchlazuje se. Při setkání s výtryskem (oranžová barva) vznikají rázové vlny v mezihvězdném prostředí.

M87 je silným zdrojem záření gama, paprsků s největší energií v elektromagnetickém spektru. Gama záření této galaxie je pozorováno už od konce 90. let 20. století. V roce 2006 vědci použili teleskop High Energy Stereoscopic System k výzkumu změn toku záření gama v M87 a objevili, že tyto změny toku probíhají v řádu dní. Takové krátké změny naznačují, že nejpravděpodobnějším zdrojem gama záření je obří černá díra.
Obecně se totiž dá říct, že čím menší je průměr zdroje záření, tím rychlejší změny toku může vytvářet, a naopak.
Hubbleův vesmírný dalekohled a Rentgenová observatoř Chandra ve výtrysku pozorovaly chomáč hmoty, který je od jádra vzdálen asi 65 parseků (210 světelných let) a který dostal označení HST-1. Během pětiletého období končícího rokem 2006 se intenzita rentgenového záření tohoto chomáče zvýšila více než 50x
a poté proměnným způsobem klesala.
Vzájemné ovlivňování mezi výtrysky plazmatu z jádra a okolním prostředím v aktivních galaxiích vytváří rádiové laloky. Ty vysílají rádiové vlny, vznikají v párech a jsou často symetrické.
Stejně je tomu i v M87. Její vnitřní část, která má rozměr až 2 kpc (6 500 světelných let), je silným zdrojem rádiového záření. Z této oblasti vycházejí dva proudy hmoty: jeden je tvořen viditelným výtryskem plazmatu a druhý, ze Země těžko pozorovatelný, míří opačným směrem. Oba výtrysky jsou nesouměrné a zborcené, z čehož se dá usoudit, že se potkávají s hustým mezihvězdným prostředím. Ve větších vzdálenostech se oba výtrysky rozptylují v rádiových lalocích a dohromady mají tyto dva laloky rozpětí kolem 80 kpc (260 000 světelných let). Samotné laloky jsou obklopeny slabší obálkou plynu, který také vydává rádiové vlny.

## Okolí

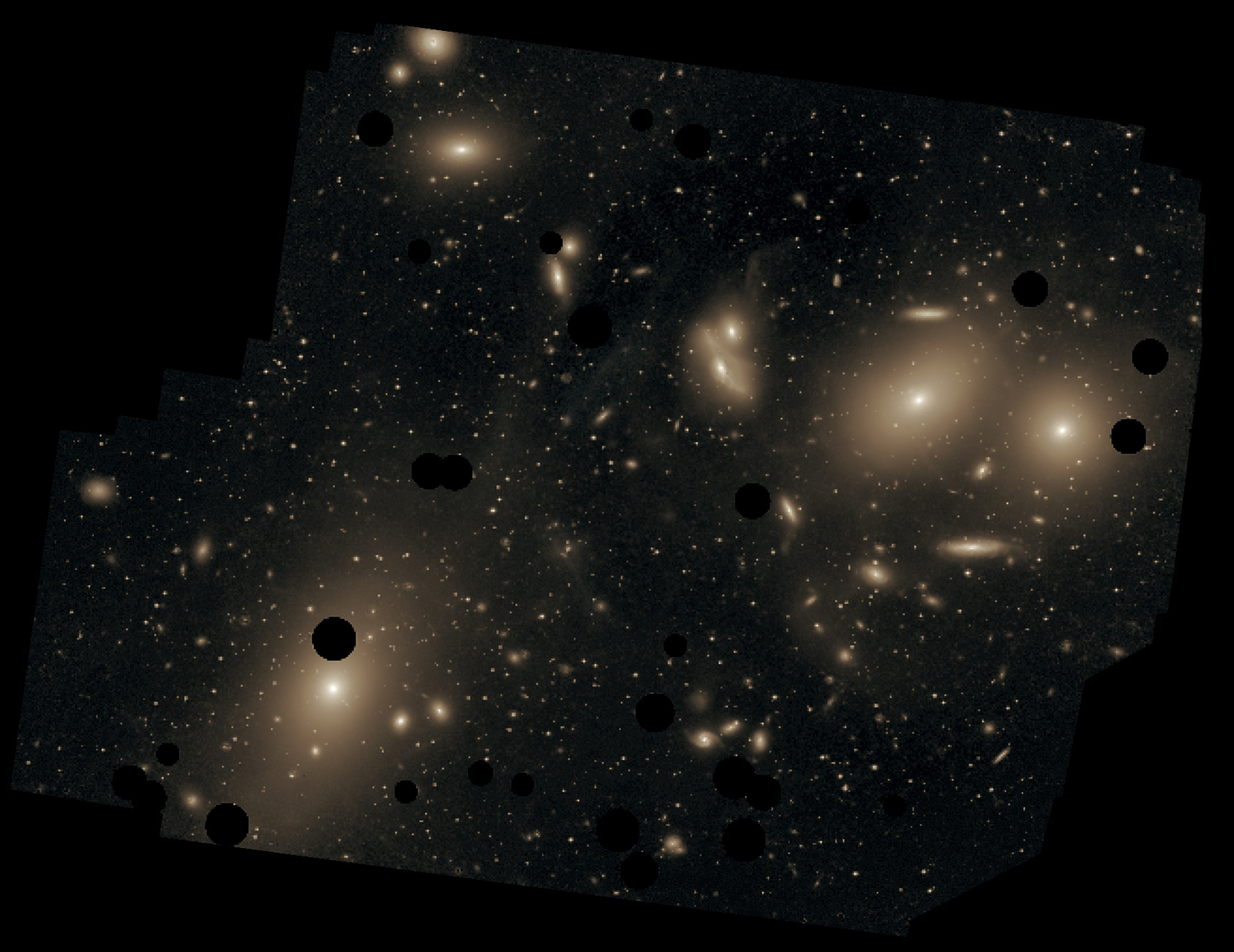
M87 je členem Kupy galaxií v Panně. Na snímku je v levé dolní části.

M87 leží poblíž středu Kupy galaxií v Panně, která je těsně stlačeným útvarem obsahujícím přibližně 2 000 členů.
Kupa tvoří jádro větší Místní nadkupy galaxií, jejímž okrajovým členem je i Místní skupina galaxií, kam patří Mléčná dráha. Kupa se dá rozdělit na alespoň tři výrazné soustavy soustředěné kolem tří velkých galaxií: M87, M49 a M86, případně na dvě podskupiny kolem galaxií M87 (Virgo A) a M49 (Virgo B).
V okolí M87 převažují eliptické a čočkové galaxie a ve směru výtrysku probíhá celou kupou pomyslná osa, podél které je seřazeno mnoho eliptických galaxií.
Nejjasnějším členem kupy je M49, ale M87 je jejím nejhmotnějším členem a z toho důvodu se velmi málo pohybuje vzhledem k celé kupě. Někdy bývá považována za samotný střed celé kupy. Kupa má řídkou plynnou atmosféru, která vysílá rentgenové záření a jejíž teplota klesá směrem ke středu, kde se nachází M87. Celková hmotnost kupy se odhaduje na (0,15–1,5)×1015 hmotností Slunce.
Měřením pohybu planetárních mlhovin mezi M87 a M86 bylo zjištěno, že se tyto dvě galaxie navzájem přibližují a že to může být jejich první setkání. M87 se již mohla v minulosti potkat s M84, jak se dá odvodit z náhlého zakončení vnějšího hala M87, což mohlo vzniknout právě slapovým působením. Ostře ohraničené halo také mohlo vzniknout smrštěním kvůli neviditelné hmotě, která by do M87 padala z okolních oblastí v kupě, což by mohla být předpokládaná temná hmota. Třetí možností je, že vznik hala byl zakončen působením aktivního galaktického jádra uprostřed M87 v raném období galaxie.